# Sence preteklosti
Kmečka povest Sence preteklosti (1978) Janeza Zupana opisuje življenje vaščanov na Gorenjskem. Glavna tema opravljanja v vasi je prišlek, ki se je oženil s tamkajšnjim dekletom.

## Vsebina
Hana ima fanta Miroslava, prišleka s Hrvaškega. Ko od Plotove Jere to novico izve Hanina mati Ivana, je šokirana, prav tako njen mož. Sprva je Hano še zagovarjal, češ da je Ivana kriva sama, ker ji do sedaj noben njen fant ni bil všeč, ta pa mu je ugovarjala, da je pri Štefežu kmetija na dobrem glasu in da ne sme vsega uničiti, ker ve, kako bodo vaščani opravljali. Na koncu se je strinjal z njo, ker mu ni bilo po godu že to, da je Hana hodila v službo (delala je v tovarni), namesto da bi se poročila s pridnim kmečkim fantom. Hanin bivši fant Vahtarjev Blaž se v gostilni napije, ko ga Vrabčevka toži zaradi njegovih kokoši, ki ponoči zganjajo hrup. Najstnica Minca je zagledana v Draga, zato mu napiše pismo. Povabi jo v kino in začneta se dobivati, to pa ni pogodu njegovi materi, ki meni, da ga Minca ni vredna in ga vara. Sčasoma to misli tudi Drago, sploh ker Minca obiskuje šolo v Ljubljani in se le  redko vidita. Ob strani mu stoji prijatelj Urh, ki ima težave z očetom, saj bi po končani gimnaziji rad študiral in se zaposlil v tovarni, oče pa ga sili delati doma na kmetiji. Vaške čenče opravljajo Haninega prišleka, češ da ima na Hrvaškem ženo, in Vahtarjev Blaž prišleka Miroslava pretepe. Vas bremeni skrivnost preteklosti: na pozabljenem, zapuščenem grobu je prižgana sveča. Tam je bil pokopan neznanec, za katerega so nekateri trdili, da je Nemec, drugi pa, da je partizan. Vsi so se spraševali, kdo in zakaj prižiga svečo; prižigala jo je samotarka Cila, ki je nabirala zdravilne rastline in živela sama z dvema kozama.

## Kritike
»Sence preteklosti postavljajo poznavalca sodobne književnosti v zadrego, ki pa je odrešujoča. Realistična povest namreč ni kaka stilna ali literarna novost. Tudi je gorenjsko podeželje zunaj aspiracij po nenavadnih ali težko doumljivih pojavih življenja. Ker je delo izšlo pri Kmečki knjižni zbirki, utegnemo poleg tega imeti grd predsodek, češ da gre za umetniško naivno in obrobno pisanje, ob katerem bi izobražen in izveden ocenjevalec težko pokazal svoje znanje ali svojo literarno prefinjenost. Z oznako zvrsti in stila, na primer »slovenske večernice«, bi povesti pripisali že preseženo literarno vrednost. Zadrega pa je odrešujoča,brž ko skušamo »Sence preteklosti« enostavno razumeti (...) Knjiga je odrešujoča zato, ker je pisatelju zunanja realnost ostala merilo tudi tisti samovoljni ustvarjalni sili, ki lahko vse pripovedovanje sprevrže v fantastiko. Narava sveta je tudi pisateljeva notranja narava, zato deluje kot higiena iznakaženega in naravi
tujega intelekta. To pa ne pomeni, da
je intelekt nasploh nenaraven, marveč
je naraven, ko preneha gledati zgolj
vase. To tudi ne pomeni, da mora biti
vsaka fantastika izključena, marveč je fantastična naravno skušena vizija,
realna metafora ali poetična realnost. Prava umetnost je, kaj pisatelj uporabi
v sebi, da iznajde način, kako snov
razporedi in kako izpostavlja podobe bralcu, da bi ta razpoloženjsko odkril
njihovo notranje gibalo. Zupanovi povesti je tu namenjena posebna pozornost zato, da bi se pokazal
ustvarjalni dinamizem, ki enako obvezuje tako ocenjevalca kot pisatelja. Tukajšnje špekulacije so zavezane
pragmatični zavesti pisanja. Z umom
vživljanja dopolnjujemo razlikujoči razum.To se pravi, da nosimo svojo
intimo s čustvi, doživljaji in mislimi v
svet ali umetniško delo in pri tem izkušamo. Izpostavljamo sebe empiričnosti, ki jo opazujoč presodimo. Takšno mišljenje je praktično; ni zgolj
odsev inteligence zaradi inteligence
same, hkrati pa je tudi higiena te vase zazrte razumnosti." (Simčič 1979: 219–22)
"Na splošno so avtorji kmečkih povesti preprosti, samoučni pisci, naravno talentirani in naivni. Prihajajo iz najrazličnejših krajev Slovenije. Tudi poklicna struktura teh avtorjev je zelo raznolika: od kmetice, mehanika, učiteljice do novinarja in slikarja. Skupna pa jim je tesna povezanost s kmečkim življenjem. Pisanje prav teh povesti eni občutijo kot dolžnost (Petričeva), druge žene v takšno ustvarjanje neka notranja nuja (Ladislav črnologar), spet drugim je pisanje zabava, prijeten konjiček s katerim napolnijo prosti čas (Janez Zupan)." (Hrastnik 1982)